# ルソンカワビタキ
ルソンカワビタキ (Phoenicurus bicolor) は、鳥綱スズメ目ヒタキ科ジョウビタキ属に分類される鳥類。

## 分布
フィリピン（ルソン島）

## 形態
全長16センチメートル。嘴や後肢の色彩は黒い。
オスは頭部から背・腰・胸部が濃灰色で、腹部や尾羽基部の上面を被う羽毛（上尾筒）・翼・尾羽は赤褐色。メスは腹部や上尾筒・翼・尾羽が褐色

## 生態
主に標高300メートル以上にある河川や渓谷に生息する。

## 人間との関係
森林伐採、金の採掘による水銀や農薬による水質汚染などにより生息数が減少していると考えられている。一方で2020年の時点では、以前考えられていたよりは生息数は多いと考えられている。